# Paulo Silas
Paulo Silas (sinh ngày 27 tháng 8 năm 1965) là một cầu thủ bóng đá người Brasil.

## Đội tuyển bóng đá quốc gia Brasil
Paulo Silas thi đấu cho đội tuyển bóng đá quốc gia Brasil từ năm 1986 đến 1992.

## Thống kê sự nghiệp
| Đội tuyển bóng đá Brasil | Đội tuyển bóng đá Brasil | Đội tuyển bóng đá Brasil |
| Năm                      | Trận                     | Bàn                      |
| ------------------------ | ------------------------ | ------------------------ |
| 1986                     | 5                        | 0                        |
| 1987                     | 5                        | 0                        |
| 1988                     | 0                        | 0                        |
| 1989                     | 16                       | 1                        |
| 1990                     | 6                        | 0                        |
| 1991                     | 0                        | 0                        |
| 1992                     | 2                        | 0                        |
| Tổng cộng                | 34                       | 1                        |